# ビックモーター
もしかして
- ビッグモーター

ではありませんか？